# Alexej Navalnyj
Alexej Anatoljevič Navalnyj (rusky Алексе́й Анато́льевич Нава́льный; 4. června 1976 Butyň, Moskevská oblast – 16. února 2024 trestanecká kolonie IK-3 ve městě Charp v Ťumeňské oblasti) byl ruský právník a politický opoziční aktivista. Od roku 2009 byl známý jako kritik korupce v Rusku a také režimu Vladimira Putina. Podílel se na organizování demonstrací a psal články do ruských periodik. Se svými příznivci komunikoval přes videa na platformě YouTube, kde jeho kanál měl k lednu 2021 přes 6 milionů odběratelů.
Aktivně se účastnil opozičních protestů v letech 2011 až 2013. V roce 2013 kandidoval za mimoparlamentní Stranu národní svobody ve volbách na moskevského starostu. Ve volbách získal 27 procent hlasů a skončil druhý. V letech 2013 a 2014 byl odsouzen za korupci k podmíněnému trestu, obě odsouzení považoval za politicky motivované, když mu zabraňovaly účastnit se jakýchkoliv dalších voleb. Evropský soud pro lidská práva konstatoval nezákonnost rozsudků, ruské soudy je však nikdy nezrušily.
V srpnu 2020 byl v Tomsku agenty FSB otráven jedem ze skupiny novičok. Útok přežil, v bezvědomí byl převezen na jednotku intenzivní péče v Omsku a po dvou dnech letecky převezen do berlínské nemocnice Charité. Po úspěšné rekonvalescenci se v lednu 2021 vrátil do Ruska, hned na letišti však byl zadržen.
Dne 2. února 2021 odsoudil moskevský soud Navalného ke 3,5 letům odnětí svobody, když se podle soudu hospitalizací a rekonvalescencí v Německu vyhýbal režimu podmíněného trestu podle rozsudku z roku 2014. Od trestu byla odečtena doba, kterou strávil v domácím vězení. V trestní kolonii tak měl být dva roky a osm měsíců. V březnu 2022 byl odsouzen k dalším 9 letům vězení.
Navalnyj zahájil koncem března 2021 ve vězení na protest proti zacházení hladovku. Dne 17. dubna 2021 představitelé ruských lékařských odborů oznámili, že byl v kritickém stavu a hrozilo mu selhání ledvin. Dne 19. dubna, po dvaceti dnech hladovky, byl Navalnyj převezen do vězeňské nemocnice. Navalnyj ukončil hladovku 22. dubna 2021 na radu svých přátel. Dne 16. února 2024 oznámila ruská vězeňská služba, že ve vězení zemřel.

## Původ, vzdělání a osobní život
Navalného otec pochází z Ukrajiny. Navalnyj se narodil v obci Butyň v Odinocovském rajónu v Moskevské oblasti. Vyrůstal ve městě Obninsk, které leží asi 100 km jihozápadně od Moskvy, léta trávíval u babičky na Ukrajině.
V roce 1998 úspěšně ukončil studia práva na Ruské univerzitě družby národů, následně studoval finance na Finanční univerzitě v Moskvě.
V roce 2010 studoval půl roku v rámci programu Yale World Fellows na Yaleově univerzitě.
Byl ženatý, s manželkou Julií měl dvě děti: dceru Dashu (* 2001) a syna Zachara (* 2008).

### Vyznamenání
- 2021 Sacharovova cena za svobodu myšlení, udělovaná Evropským parlamentem[22]

## Podnikání

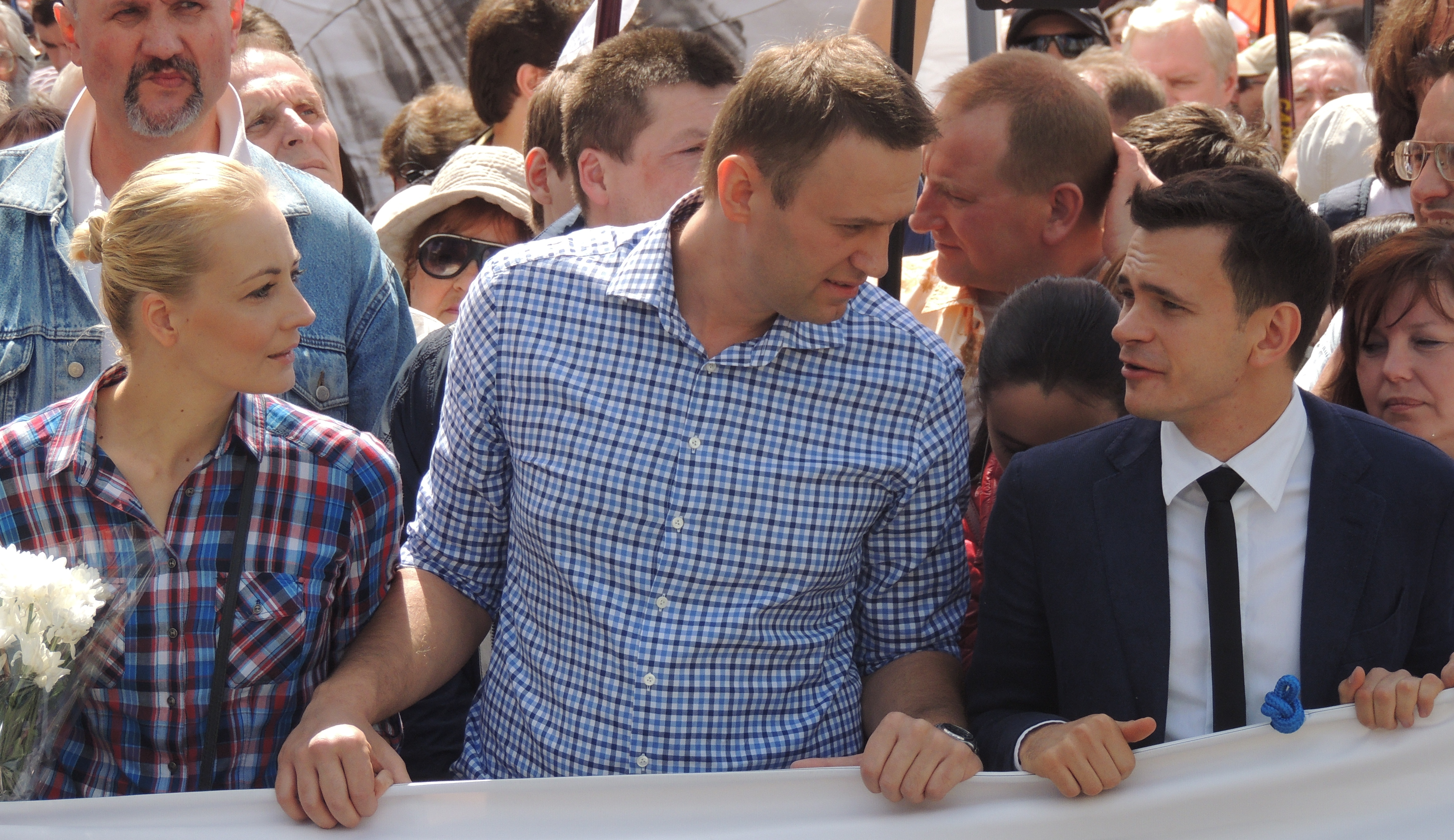
Navalnyj, jeho manželka Julija a opoziční politik Ilja Jašin

Navalnyj vlastnil čtvrtinový podíl v rodinné společnosti, která vyrábí proutěné zboží a obchoduje s ním. Dalšími vlastníky společnosti jsou jeho rodiče a bratr.
V roce 1997 založil společnost Аллект (Allekt), ve které v letech 1998 až 2005 působil jako náměstek ředitele pro právní záležitosti. Při volbách v roce 2007 společnost zajišťovala reklamu pro Svaz pravicových sil. V roce 2011 byla tato společnost zlikvidována. V letech 1998 až 1999 pracoval v developerské společnosti СТ-групп (ST-Grupp).
V roce 2000 Navalnyj a jeho spolustudenti z Finanční univerzity založili společnost pro obchod s cennými papíry s názvem „N. N. Cenné papíry“ (Н. Н. Секьюритиз; N. N. Sekjuritiz). Navalnyj ve společnosti vlastnil 35% podíl a vedl její účetnictví. Společnost však ve spekulacích nebyla úspěšná a zkrachovala, o jistou finanční částku přišel i Navalnyj.

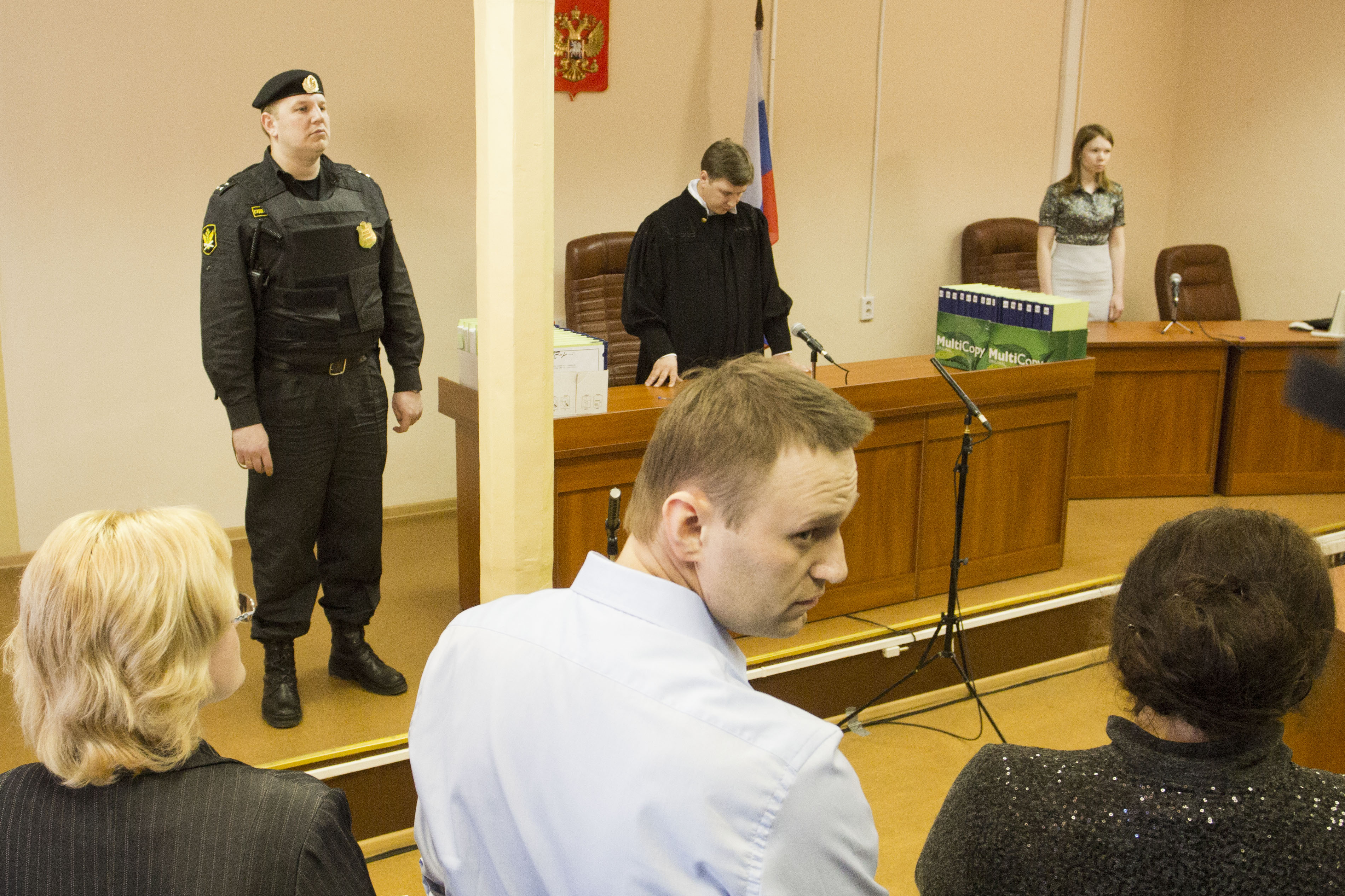
Alexej Navalnyj před ruským soudem

V roce 2009 složil advokátní zkoušky a založil advokátní kancelář s názvem „Navalnyj a partneři“ (Навальный и партнёры; Navalnyj i partňory). Tato advokátní kancelář zanikla v roce 2010. Navalnyj pak nadále působil jako samostatný advokát.
V letech 2012 až 2013 byl členem představenstva ruské letecké společnosti Aeroflot jako zástupce Národní rezervní banky (Национальный резервный банк; Nacionalnyj rezervnyj bank) oligarchy Alexandra Lebeděva, která ve společnosti držela 15% podíl.

## Politické aktivity

### Rané politické aktivity
V roce 2000 se Navalnyj stal členem ruské liberální strany Jabloko, od roku 2002 byl členem vedení moskevské pobočky. Ze strany byl vyloučen v roce 2007 kvůli svým tehdejším nacionalistickým postojům proti přistěhovalcům z oblasti Kavkazu.
V roce 2006 začal publikovat svůj blog na platformě LiveJournal. Tento blog se postupně stal velmi populárním.
V roce 2007 začal skupovat akcie velkých ruských veřejně obchodovaných společností (energetické koncerny Gazprom, Rosněfť či Transněft, banka VTB) a působil jako aktivní minoritní akcionář. Vyžadoval po společnostech různé informace včetně akcionářské struktury a začal napadat jejich nevýhodné obchody. Podařilo se mu dosáhnout mj. obvinění jednoho z manažerů Gazpromu a rezignace ředitele jedné z bank. V roce 2009 byl prohlášen osobností roku ruskými novinami Vedomosti.
V roce 2010 na svém blogu publikoval článek (včetně důkazních dokumentů), podle kterého vedení společnosti Transněft zpronevěřilo 120 miliard rublů v projektu stavby ropovodu Východní Sibiř – Tichý oceán. Na konci roku 2010 vytvořil projekt Rospil; ten byl posléze transformován do Fondu boje s korupcí, prostřednictvím něhož začal Navalnyj upozorňovat na případy korupce a klientelismu představitelů vládnoucího ruského režimu.

Jeden z plakátů používající označení „strana podvodníků a zlodějů“

V únoru 2011 při rozhlasovém rozhovoru označil vládnoucí stranu Jednotné Rusko za „stranu podvodníků a zlodějů“ (партия жуликов и воров). Toto označení se stalo populárním a hojně používaným, podle průzkumu veřejného mínění, který provedl Levanda Center, s tímto označením v červenci 2011 souhlasilo 33 % oslovených.
V květnu 2011 jej začala vyšetřovat policie, což bylo v západních médiích označováno jako pomsta za stoupající popularitu. Navalnyj obvinění označil za výmysl tajných služeb.
V srpnu 2011 zveřejnil dokumenty týkající se transakce s nemovitostmi, ve které Maďarsko prodalo budovu své ambasády v Moskvě za 23 milionů dolarů společnosti vlastněné Viktorem Vekselbergem, která ji následně prodala ruské vládě za 111 mil. dolarů. V Maďarsku bylo v souvislosti s touto kauzou obviněno několik pracovníků ambasády. Dle maďarských vyšetřovatelů měla nemovitost hodnotu asi 52 mil. dolarů.

### Po volbách v roce 2011

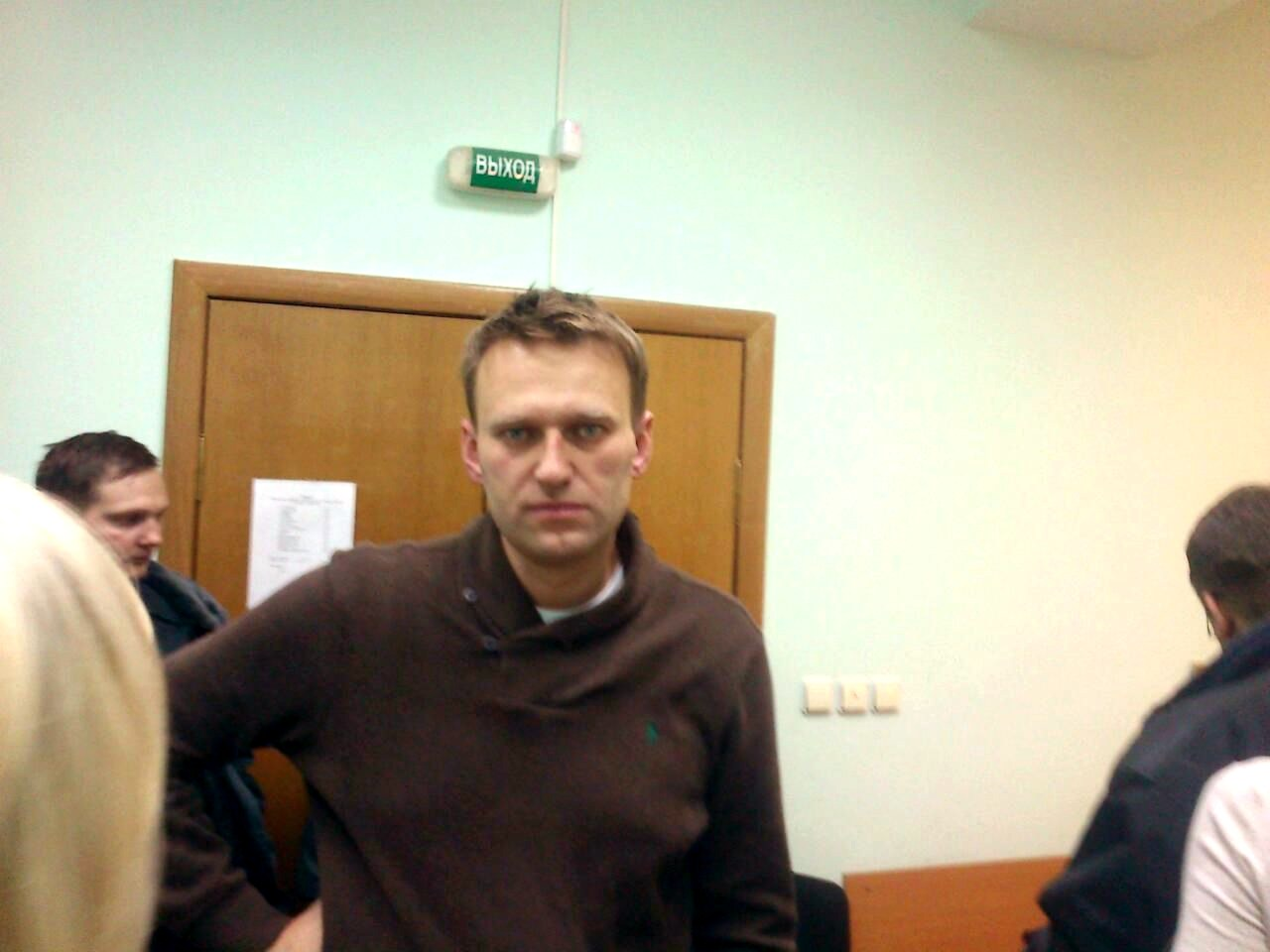
Alexej Navalnyj u soudu, 6. prosince 2011

V prosinci 2011, po ruských parlamentních volbách, se aktivně účastnil protestů v Moskvě a byl mezi 300 zadrženými demonstranty. Byl odsouzen k 15 dnům vězení za neuposlechnutí výzvy veřejného činitele. Po propuštění z vězení o něm BBC mluvila jako o „možná jediné výrazné opoziční osobnosti, která se v Rusku za posledních pět let objevila“. Téhož roku uvedl v rozhovoru pro tiskovou agenturu Reuters, že Putinův politický systém je tak oslaben korupcí, že by v Rusku „do pěti let mohlo dojít k revoluci ve stylu Arabského jara“.
Následně začal vyzývat Rusy, aby se spojili proti Putinovi, který se „pokusí ukrást vítězství“ v prezidentských volbách v roce 2012. Uvedl, že sám kandidovat nebude, protože Kreml nepřipustí, aby volby byly spravedlivé.
Poté, co byl Putin zvolen prezidentem, Navalnyj spoluvedl protestní pochod, kterého se účastnilo 14 až 20 tisíc lidí. Po demonstraci byl opět mezi zadrženými. Po demonstraci při příležitosti Putinovy inaugurace byl znovu zadržen a opět odsouzen k 15 dnům vězení. Amnesty International ho v této souvislosti označila za vězně svědomí, avšak v únoru 2021 mu tento status s odvoláním na jeho „nenávistné výroky“ mj. vůči přistěhovalcům odebrala. Jeden z ruských činitelů Amnesty International k tomu řekl, že aktivistům hnutí za lidská práva se zdá, že existuje koordinovaná kampaň s cílem diskreditovat Navalného mimo Rusko.
V červnu 2012 byla v Navalného bytě v Moskvě provedena 12hodinová domovní prohlídka. Nedlouho poté se jeho soukromé e-maily objevily na stránkách prokremelských aktivistů.

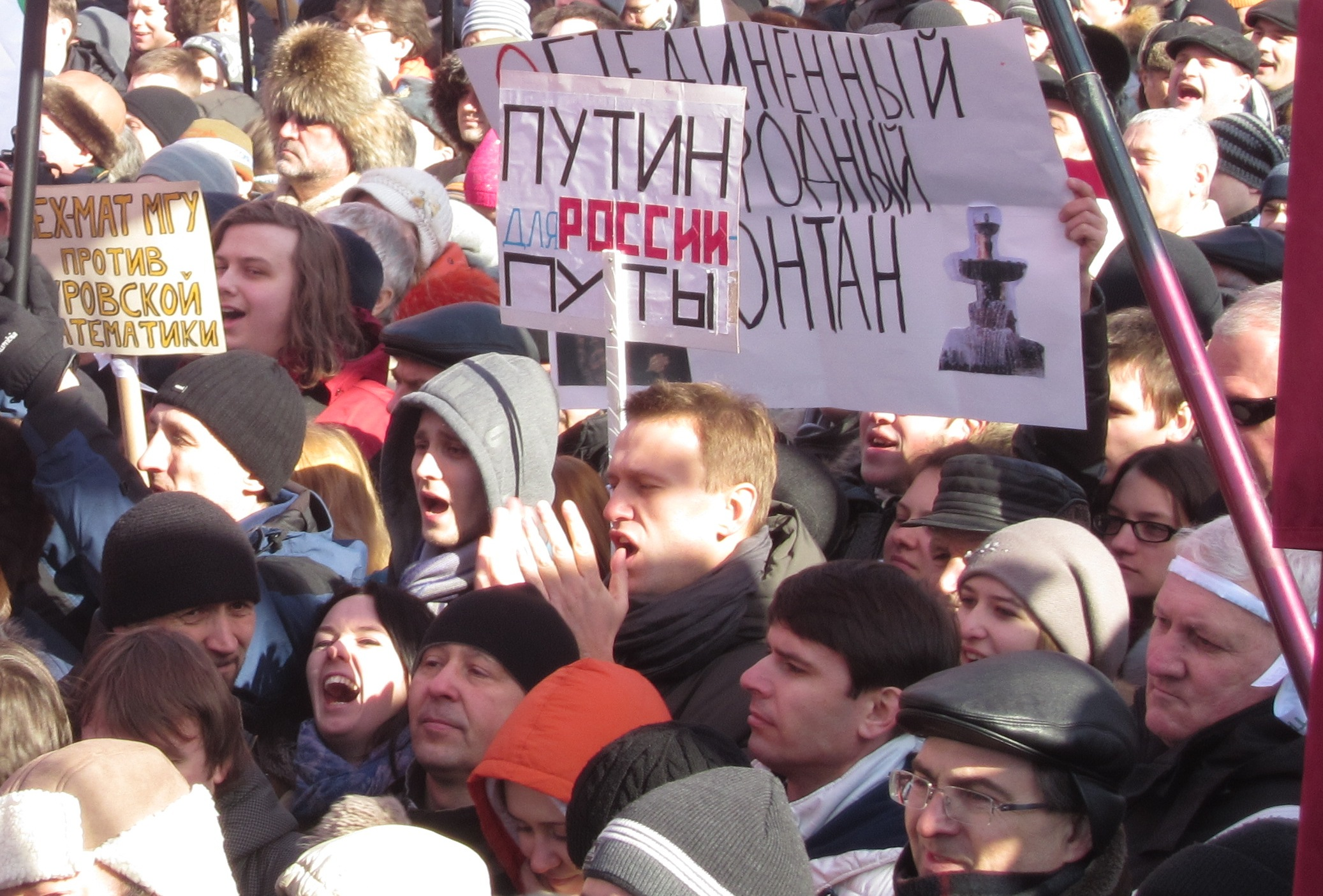
Povolební protesty v Moskvě 10. března 2012

V květnu 2012 obvinil tehdejšího vicepremiéra Igora Šuvalova z korupce, když jeho společnosti měly dostat desítky milionů dolarů od společností Romana Abramoviče a Ališera Usmanova. Zároveň zveřejnil i dokumenty prokazující tyto transakce. Šuvalov a Usmanov pravost dokumentů potvrdili, uvedli však, že nešlo o nic nezákonného.
V červenci 2012 umístil Navalnyj na svůj blog dokumenty, které měly údajně prokazovat, že Alexandr Bastrykin, který tehdy vedl Vyšetřovací výbor Ruské federace a byl považován za Putinova spojence, tajně podniká v České republice, což Bastrykin popřel. Dne 30. července 2012 pak byl Navalnyj obviněn ze zpronevěry, které se měl dopustit v roce 2009 v Kirovské oblasti, kde působil jako poradce guvernéra Nikity Belycha. V roce 2012 jej The Wall Street Journal označil za muže, kterého se Vladimir Putin bojí nejvíc. Byl jediným Rusem, který se dostal v roce 2012 do seznamu sta nejvýznamnějších lidí světa podle týdeníku Time.

### Kandidatura na starostu Moskvy a první odsouzení

Předvolební kampaň 25. července 2013

Dne 17. července 2013 se zaregistroval jako kandidát ve volbách starosty Moskvy; následujícího dne byl odsouzen k pěti letům vězení (jednalo se o obvinění, že z pozice poradce gubernátora Kirovské oblasti v roce 2009 zorganizoval podvod, při němž lesnický podnik Kirovles přišel o deset tisíc metrů krychlových dřeva, čímž vznikla škoda ve výšce šestnácti milionů rublů). Starostou Moskvy se v září 2013 již v prvním kole znovu stal Sergej Sobjanin, blízký spolupracovník prezidenta Vladimira Putina. Navalnyj byl podle oficiálních výsledků druhý s 27 procenty hlasů. Vyslovil podezření, že volby byly zmanipulované a jejich výsledek proto soudně napadl.

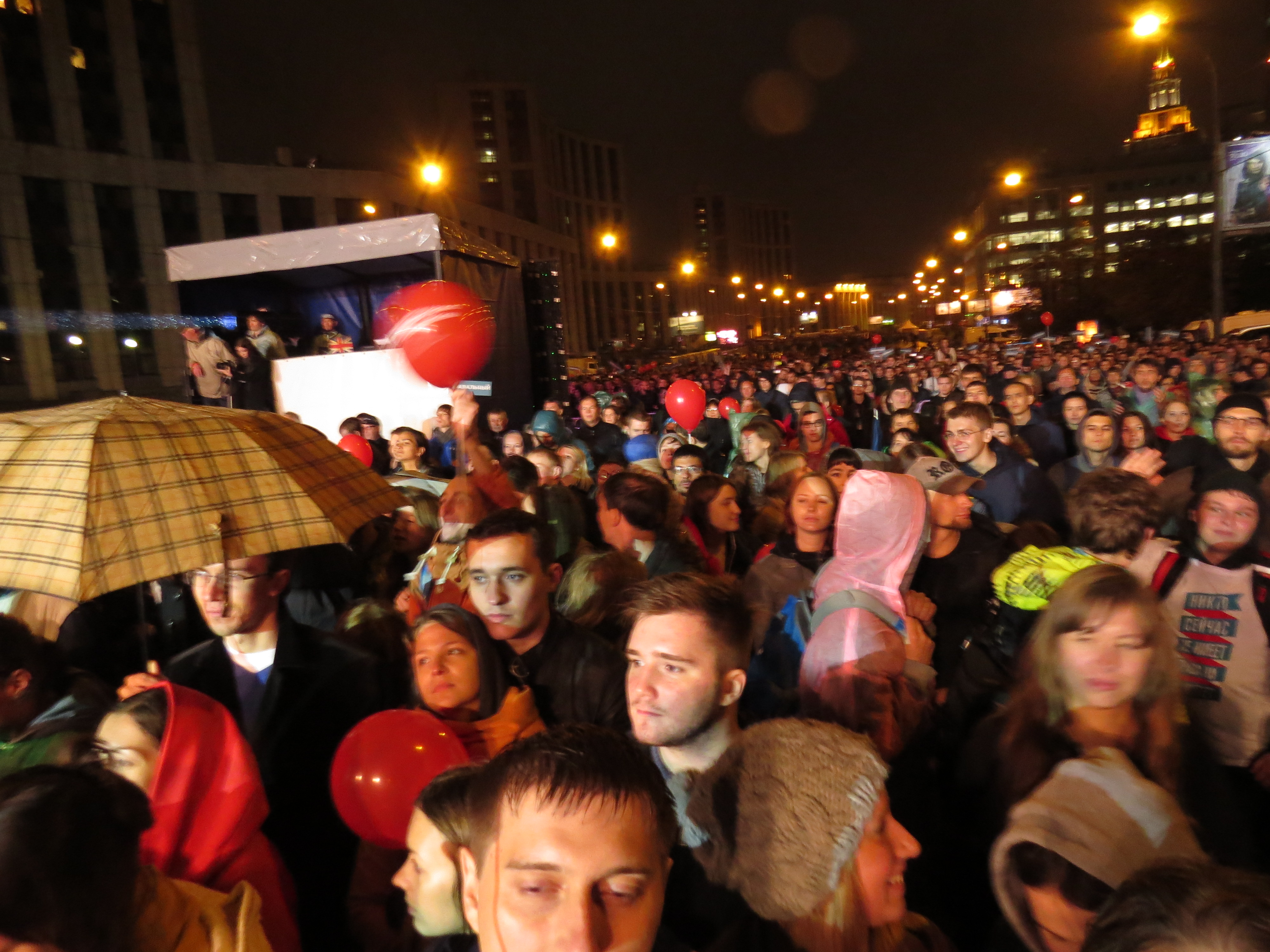
Koncert na podporu Navalného v Moskvě 6. září 2013

V říjnu 2013 soud Navalnému nepodmíněný pětiletý trest změnil na podmíněný a odsoudil jej k zaplacení pokuty půl milionu rublů (téměř 300 000 korun). Podle ruských komentářů úřady přistoupily ke změně trestu proto, aby dlouhodobé uvěznění populárního kritika režimu nedostalo do ulic opozičně naladěné Rusy v době příprav na zimní olympiádu v Soči. I podmíněný trest mu ovšem bránil v tom, aby se mohl ucházet o veřejné funkce.

### Další soudní spory
Ihned po skončení olympiády byl Navalnyj v březnu 2014 odsouzen ke dvěma měsícům domácího vězení bez přístupu na internet. Nesměl také posílat zprávy ani mluvit s nikým kromě rodiny. Trest mu byl uložen za údajné porušení zákazu opustit Moskvu. Zákaz byl vydán v rámci vyšetřování údajných finančních podvodů Navalného a jeho bratra ve firmě Yves Rocher Vostok. Domácí vězení poté bylo Navalnému dvakrát prodlouženo – poprvé v závěru dubna o šest měsíců, podruhé v říjnu, a to do 14. ledna 2015.
Počátkem prosince 2014 vyhrál s dalším opozičním politikem Iljou Jašinem u Evropského soudu pro lidská práva ve Štrasburku spor proti Rusku. Podle soudu je protiprávně zadrželo při povoleném protestním pochodu po parlamentních volbách v prosinci 2011, a porušilo tak mj. právo na shromažďování a svobodu projevu. Rusku bylo nařízeno vyplatit oběma politikům po 26 tisících eur (asi 713 tis. Kč).
Dne 30. prosince 2014 dostal podmíněný trest v délce 3,5 roku za údajnou zpronevěru 27 milionů rublů (asi 10,8 milionu korun) kosmetické firmy Yves Rocher. Finanční ředitel její ruské pobočky Christian Melnik však uvedl, že firma neutrpěla žádnou škodu. Ke stejně dlouhému trestu, ovšem nepodmíněnému, byl zároveň odsouzen i bratr Navalného Oleg. Každý z bratrů ještě musí zaplatit pokutu ve výši půl milionu rublů (asi 200 tisíc korun). Téhož dne večer byl zatčen policií pro porušení domácího vězení cestou na neohlášenou demonstraci svolanou jeho příznivci.
Evropský soud pro lidská práva ve Štrasburku rozhodl 16. října 2017, že v případě obou bratrů došlo ve věci údajné zpronevěry ve firmě Yves Rocher k právnímu pochybení a byli odsouzeni neprávem. Soud má bratrům vyplatit za právní výlohy a odškodnění 80 000 eur. Ruský soud pochybení odmítl.

### Narušování veřejného pořádku
20. února 2015 dostal Navalnyj dvoutýdenní nepodmíněný trest za narušení veřejného pořádku, když rozdával letáky v moskevském metru. 27. února byl zastřelen neznámým pachatelem vůdce opozice Boris Němcov, který byl Navalného spojencem. Navalnyj žádal u moskevského soudu na 3. března pozastavení trestu, aby mohl navštívit pohřeb, ale soud žádost zamítl s odůvodněním, že nebyli příbuznými.

### Případ Čajka
Dne 6. prosince 2015 byl zveřejněn film z dílny Navalného fondu, jenž rozkrývá obrovskou korupční síť, do které je prostřednictvím svého syna zapleten generální prokurátor Ruské federace Jurij Čajka. Zároveň s filmem byl zveřejněn text, který slouží jako úvod k filmu. Film je dostupný zdarma s českými titulky. Prezident Vladimir Putin se k celé kauze odmítl vyjádřit.

### Snímek o Dmitriji Medveděvovi
Dne 2. března 2017 byl zveřejněn film z dílny fondu Navalného s názvem On vam ne Dimon („Pro vás žádný Dimon“), ve kterém se vyprávělo o údajných korupčních schématech a majetcích ruského premiéra Dmitrije Medveděva. Tyto informace o Medveděvovi byly oficiálními místy popřeny, byly však impulsem pro protesty 26. března a 12. června 2017. Jednalo se o první „velký“ Navalného film se širším společenským ohlasem.

### Kandidatura na prezidenta Ruska

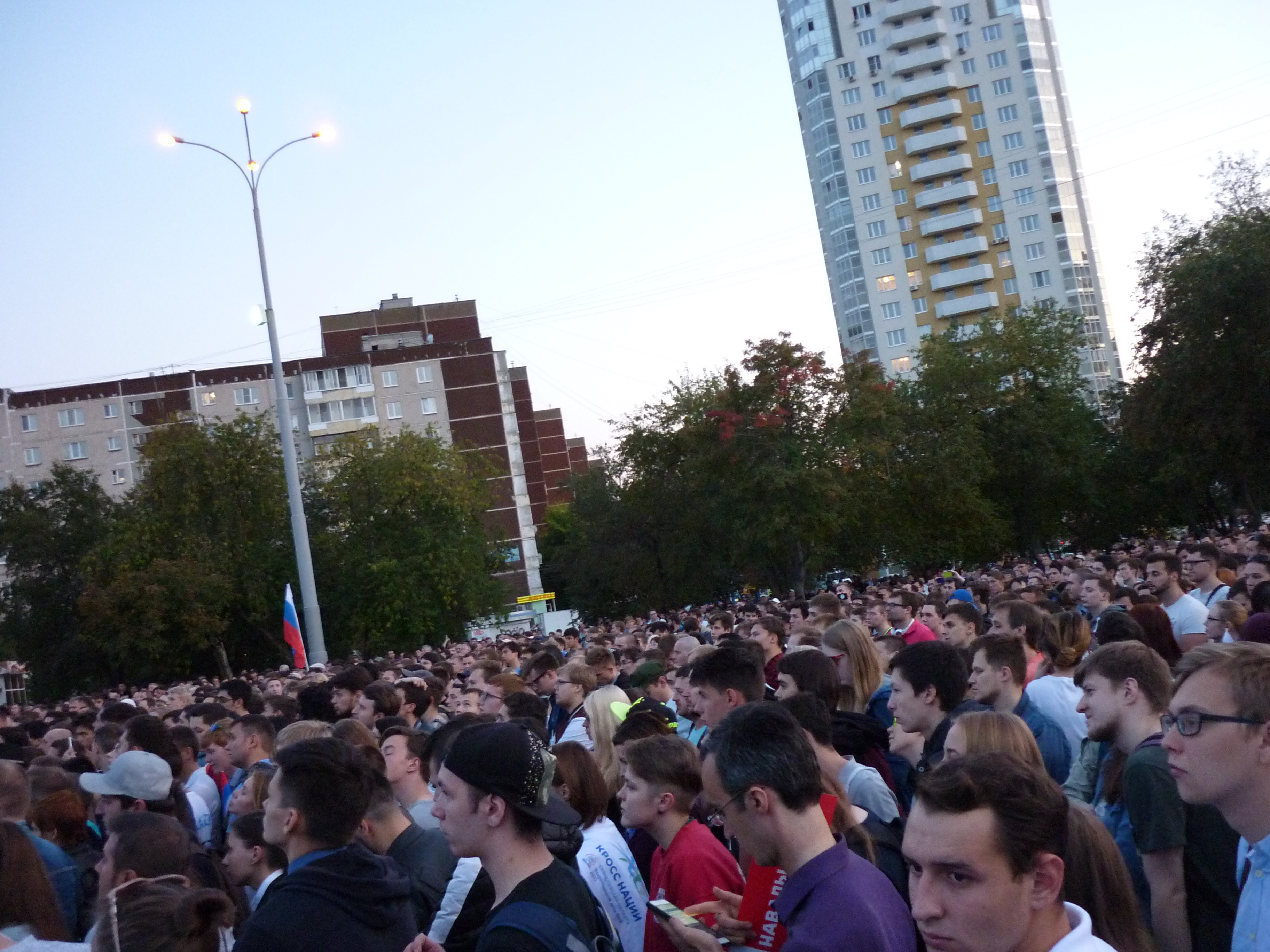
Předvolební projev Navalného, který má podporu zejména u mladší generace Rusů

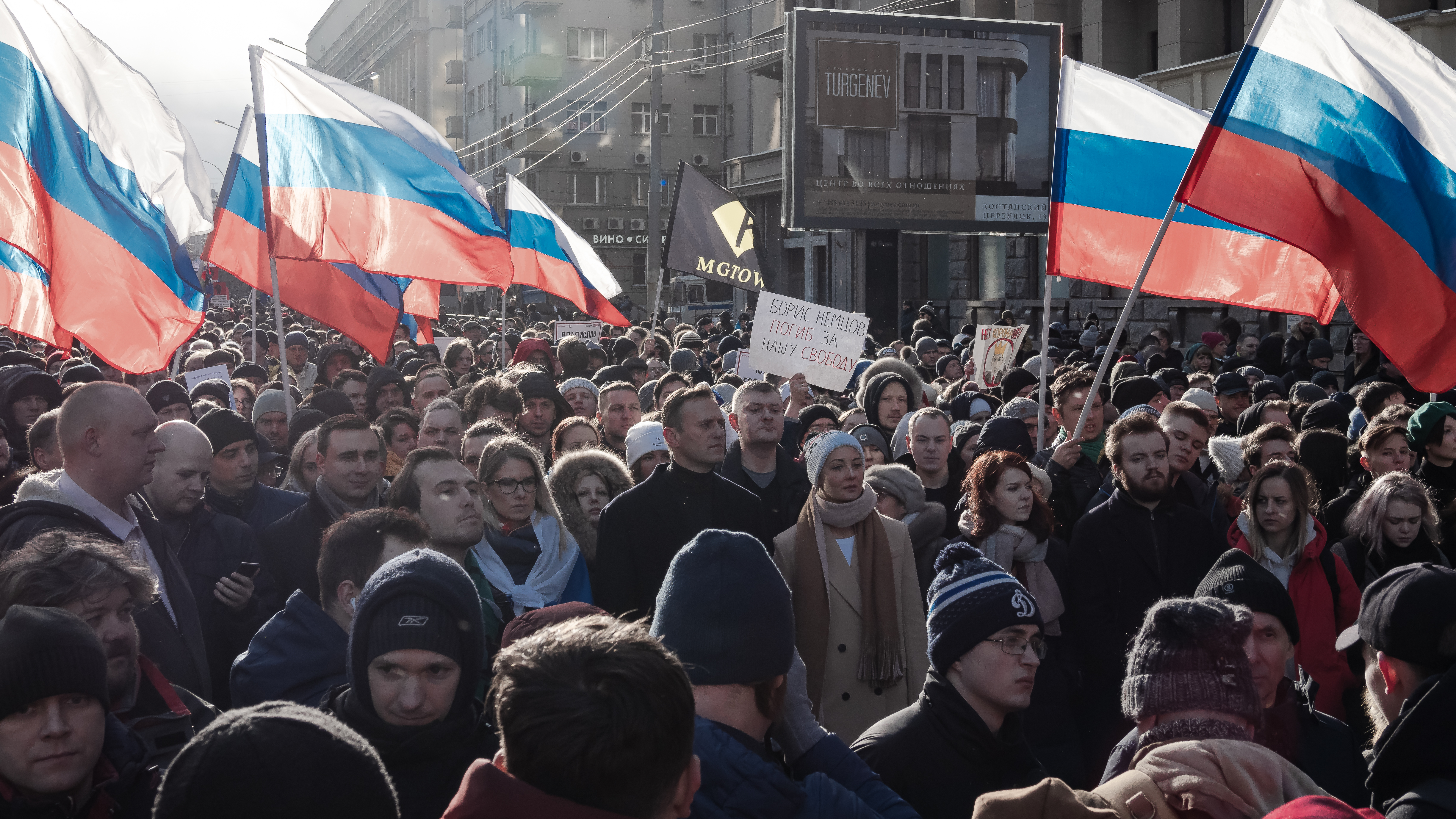
Navalnyj během pochodu v Moskvě na památku zavražděného opozičního politika Borise Němcova, 29. února 2020

Dne 13. prosince 2016 oznámil svůj záměr kandidovat na prezidenta Ruska ve volbách v roce 2018. 25. prosince 2017 volební komise odhlasovala, že je Navalnyj nezpůsobilý kandidovat na prezidenta. Navalnyj odpověděl na rozhodnutí komise tím, že vyzval své příznivce k bojkotu voleb.

### Zpráva o Putinově paláci
V lednu 2021 Navalným založený Fond boje s korupcí zveřejnil zprávu o luxusním sídle na pobřeží Černého moře, tzv. Putinově paláci. Oficiálním vlastníkem je kypersko-ruský podnikatel Alexander Ponomarenko, ve skutečnosti podle Navalného týmu ale rezidenci vlastní prezident Putin.

## Chemické útoky na Navalného
V dubnu 2017 na Navalného v Moskvě zaútočil neznámý kolemjdoucí. Do obličeje mu vychrstl zelenou tekutinu (antiseptikum brilantová zeleň), která zřejmě obsahovala toxickou látku.[zdroj⁠?!] Navalnyj byl poté léčen na oční klinice v Barceloně a oznámil, že na pravé oko z 80 procent oslepl.
V červenci 2019 byl Navalnyj hospitalizován v Moskvě po náhlých zdravotních problémech připomínajících otravu. Tehdy utrpěl silnou alergickou reakci.

### Otrávení v srpnu 2020
Dne 20. srpna 2020 muselo kvůli zdravotnímu stavu Navalného nouzově přistát letadlo, kterým cestoval z Tomsku do Moskvy. Podle své mluvčí Kiry Jarmyšové byl otráven; byl v bezvědomí a byl převezen na jednotku intenzivní péče v Omsku. Tam mu lékaři zachránili život rychlým podáním atropinu, když měli být od jednoho z policistů informováni o možném otrávení a odpovídal tomu i Navalného klinický obraz. Později však vedoucí lékař nemocnice, zároveň zastupitel vládnoucí strany Jednotné Rusko, prohlásil, že žádné chemické látky způsobující otravu nalezeny nebyly.
Téhož dne německá kancléřka Angela Merkelová nabídla léčení Navalného v německých nemocnicích, lékaři však transport zprvu odmítali, a to i potom, když následujícího dne na omském letišti přistálo letadlo s lékaři z Německa, připravené Navalného přepravit do berlínské nemocnice Charité, když převoz financovala nadace Cinema for Peace a Fond Dynastie. Dne 22. srpna byl převoz povolen a proveden, když v nemocnici Charité lékaři otravu potvrdili. Německá vláda později zveřejnila, že otrava byla způsobena jedem ze skupiny novičok. V berlínské nemocnici Navalného navštívila německá kancléřka Angela Merkelová. V září 2020 byl Navalný propuštěn z nemocnice. Nález látky typ novičok v Navalného krvi a moči potvrdila v říjnu 2020 také Organizace pro zákaz chemických zbraní. Ruské úřady ve věci odmítly zahájit vyšetřování.
Podle společného vyšetřování serverů Bellingcat a The Insider ve spolupráci s týdeníkem Der Spiegel a CNN, jehož výsledky byly zveřejněny v prosinci 2020, Navalného už od roku 2017, kdy ohlásil záměr kandidovat na prezidenta, sledovalo komando agentů FSB, kteří mají zkušenost s biologickými a chemickými zbraněmi. Podle investigativních novinářů se nejprve neúspěšně pokusili otrávit Navalného a jeho manželku při jejich dovolené v červenci 2020 v Kaliningradu. Během pobytu Navalného v Tomsku novináři identifikovali tři členy sledovacího komanda i jejich zvýšenou mobilní komunikaci 19. srpna odpoledne a také ráno, kdy Navalnyj opustil hotel a zamířil na tamní letiště. Podle západních tajných služeb se ruští agenti pokusili Navalného znovu zavraždit v omské nemocnici, před jeho leteckým transportem do Německa.
Konstantin Kudrjavcev, jeden z agentů FSB, kteří se pokusili Navalného zavraždit, se podle Navalného týmu přiznal přímo své oběti. Navalnyj mu podle vlastních slov zavolal telefonem, přičemž předstíral, že je Kudrjacevovým nadřízeným. Kudrjavcev, který se měl domnívat, že hovoří se zástupcem generálního tajemníka ruské Bezpečnostní rady Nikolaje Patruševa, přiznal, že celá akce selhala díky rychlé záchranné akci pilotů letadla a lékařů v Omsku, kteří Navalnému podali atropin. Zároveň v telefonátu zmínil také další účastníky cílené otravy, toxikologa Stanislava Makšakova, jenž podle zjištění Bellingcatu řídil celou operaci, a lékaře ve službách FSB Ivana Osipova a Alexeje Alexandrova. Kudrjavcev řekl, že dostal shora pokyn „pracovat s krabicí“ oblečení, včetně Navalného spodků. Podle jeho slov novičok nanášel na vnitřní švy spodního prádla. Podle údajů Bellingcatu však byl novičok na plastových lahvích s vodou.
Dne 4. února 2021 náhle zemřel vedoucí lékař omské nemocnice Sergej Maksimišin, který měl na starosti léčbu Navalného. Příčina úmrtí nebyla zveřejněna. Podle opozičníka Leonida Volkova věděl Maksimišin o stavu Navalného víc než kdokoliv jiný.

## Návrat do Ruska a zadržení

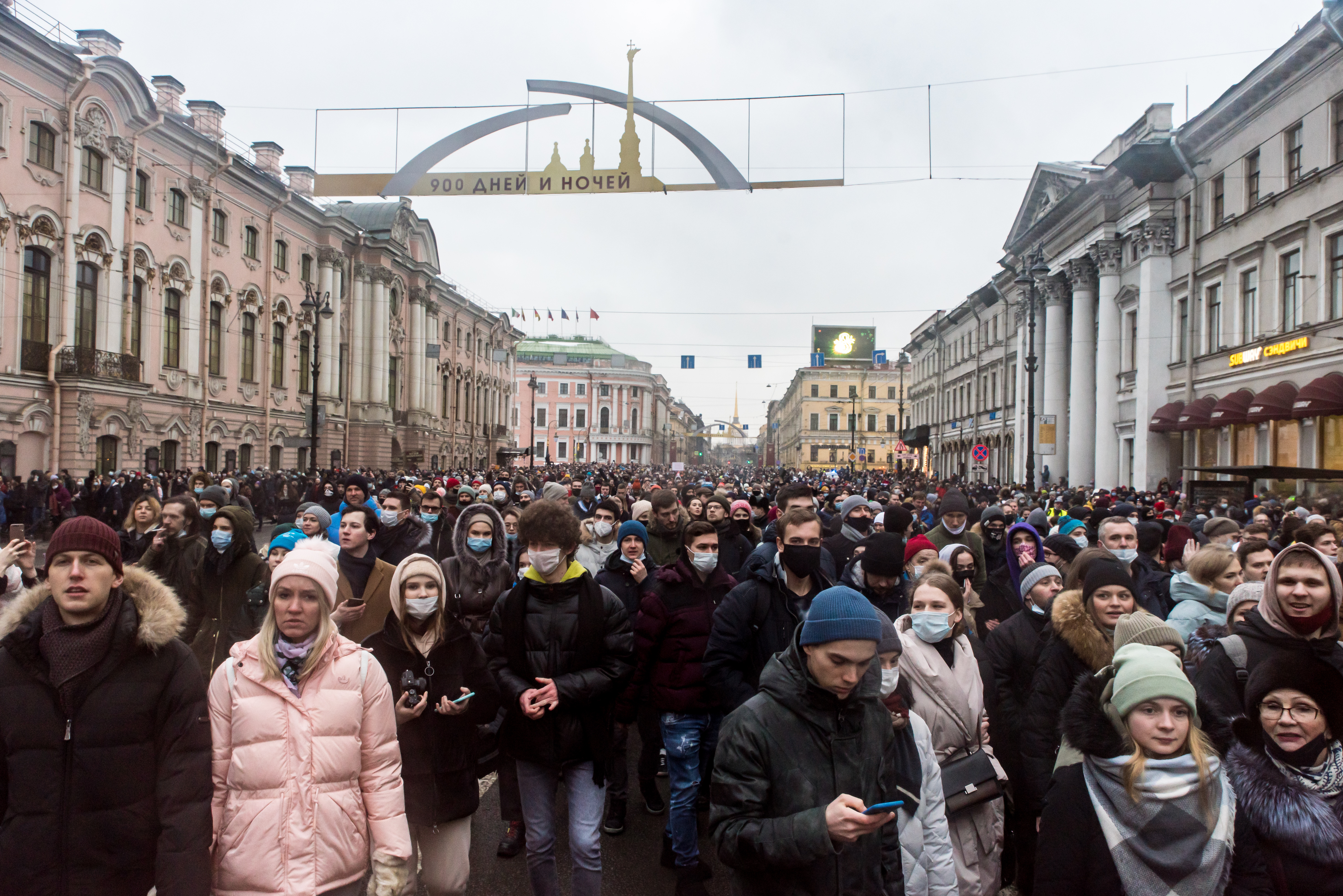
Protesty v Petrohradě po zatčení Navalného 23. ledna 2021

Dne 17. ledna 2021 se Navalnyj vrátil z Berlína do Moskvy, kde ho na letišti Vnukovo očekávaly stovky jeho příznivců. Policie řadu z nich zatkla, mezi jinými právníka a projektového manažera Navalného Fondu boje s korupcí (Фонд борьбы с коррупцией) nebo novináře z nezávislých novin Novaja gazeta. Letadlo s Navalným bylo na poslední chvíli přesměrováno na letiště Šeremeťjěvo, kde byl vzápětí zatčen během pasové kontroly.
Navalného advokát a blízký spolupracovník Ivan Ždanov prohlásil, že otrava patrně souvisí s činností Navalného protikorupčního fondu, který vyšetřoval a odkrýval korupční jednání mnoha vysoce postavených státních úředníků, politiků a oligarchů, včetně Jevgenije Prigožina.
Den po jeho návratu do Ruska mu byla v prostorách policejní stanice (k soudu nesměl údajně kvůli tomu, že neměl negativní test na covid-19) soudem nařízena 30denní vazba.
Dne 2. února 2021 odsoudil moskevský soud Navalného ke 3,5 letům odnětí svobody. Do délky odpykání trestu se započítává doba, kdy byl v domácím vězení. Ve vězeňské kolonii ve městě Pokrov, asi 100 km východně od Moskvy, tak měl strávit celkem 2,5 roku.
Spojené státy a Evropská unie kvůli uvěznění Navalného rozšířily sankce proti ruským představitelům a proti některým ruským podnikům.
Dne 25. března 2021 ruské televizi Dožď řekla jeho advokátka, že Navalnyj trpí silnými bolestmi zad a pravé nohy, věznice ale uvedla, že jeho stav je uspokojivý. 31. března 2021 oznámil Navalnyj, že zahájil hladovku, protože marně žádal, aby byli k němu povoláni lékaři jeho volby. Dne 5. dubna 2021 na svém instagramovém účtu uvedl, že byl hospitalizován kvůli zvýšené teplotě a kašli a že podstoupil test na koronavirus. Dále také napsal, že tři z jeho spoluvězňů mají tuberkulózu. Jeho právník dne 8. dubna 2021 oznámil, že lékaři u Navalného zjistili, že trpí dvěma vyhřezlými ploténkami a ztrácí cit v rukou.
Dne 17. dubna 2021 zástupci lékařských odborů uvedli, že Navalnyj je po více než 14denní hladovce v kritickém stavu a hrozí mu selhání ledvin. Dne 19. dubna byl proto převezen do vězeňské nemocnice v jiném městě. Dne 23. dubna 2021 Navalnyj na radu svých přátel svou hladovku ukončil. Odůvodnil své rozhodnutí mj. tím, že jeho požadavky byly částečně splněny, neboť byl svěřen do péče civilních lékařů.
V červnu 2021 Moskevský městský soud zakázal tři občanské společnosti spojené s Alexejem Navalným, které označil jako „extremistické“ – Nadaci pro boj proti korupci, Nadaci na ochranu práv občanů a „Navalného štáb“. Soudní jednání bylo pro média a veřejnost neveřejné a důvody takového označení nebyly zveřejněny.
Dne 28. září bylo zahájeno nové vyšetřování v kauze Navalného a jeho spolupracovníků na základě nepodloženého obvinění ze „založení extremistického sdružení“. V říjnu vyšlo najevo, že vyšetřování bylo spojeno se čtyřmi dalšími trestními případy proti Navalnému, jeho spolupracovníkům a příznivcům.
Evropský parlament mu 20. října 2021 udělil Sacharovovu cenu za svobodu myšlení.
V březnu 2022 byl odsouzen k dalším 9 letům vězení v procesu, který byl označen za politický a vykonstruovaný.
V červnu 2023 s Navalným začal další soudní proces. Prokuratura Navalného vinila z porušení sedmi paragrafů, z nichž nejzávažnější je vytváření extremistického společenství. Tím byl myšlen Navalného Protikorupční fond, který je v Rusku zakázaný. Dalším prohřeškem řešeným v rámci tohoto procesu byla rehabilitace nacismu, vyzývání k extremismu, účast na extremistických aktivitách, vytváření nevládní organizace porušující práva občanů, financování extremismu a zapojování mládeže do nebezpečných činů. Obvinění Navalnyj odmítl jako absurdní a proces za politicky motivovaný. Proces byl veden na základě žádosti obžaloby v neveřejném režimu a výsledkem bylo shledání viny ve všech uvedených bodech obžaloby. Navalnyj tak byl odsouzen k dalším 19 letům vězení, zatímco obžaloba požadovala 20.
Navalnyj byl v červnu 2023 převezen do věznice IK-6 s přísným režimem ve Vladimirské oblasti asi 200 kilometrů východně od Moskvy. Odtud zmizel v prosinci 2023 a teprve koncem roku jeho právník zjistil, že se nachází ve vězeňské kolonii IK-3 v obci Charp v Jamalsko-něneckém autonomním okruhu na Sibiři asi 30 km severozápadně od města Labytnangi.
Jde o jednu z nejsevernějších a nejodlehlejších trestaneckých kolonií ležící 2000 km od Moskvy, v zóně trvale zmrzlé půdy. Je velmi obtížné se tam dostat a není tam žádný systém zasílání dopisů. Mluvčí Kira Jarmyšová předpokládala, že důvodem bylo zabránit Navalnému, aby vydával nějaká prohlášení před blížícími se prezidentskými volbami v Rusku.
Během věznění byl 27krát poslán na samotku, kde strávil dohromady přes 300 dní, často z malicherných důvodů jako nezapnutý knoflík na vězeňské uniformě či za nepořádek na cele. Často mu nebyla poskytována včas zdravotnická péče a byl převážen z jedné věznice do druhé.
Dne 1. února 2024 vyzval Rusy, kteří nesouhlasí s Putinovým režimem, k protestu v poledne posledního dne prezidentských voleb, tedy 17. března. „Bude to celonárodní protest proti Putinovi, blízko místa, kde žijete. Může na něj přijít každý, kdekoli. Budou se ho moct zúčastnit miliony lidí. A desítky milionů lidí toho budou moci být svědky,“ uvedl Navalnyj, podle nějž není způsob, jak takovou akci zastavit. Účast v poledne je podle něj tradičně vysoká, takže je „prostě nemožné“ rozpoznat, kdo přišel hlasovat proti Putinovi.
Akce s názvem Poledne proti Putinovi měla být podle Navalného i vyjádřením nesouhlasu s elektronickým hlasováním, které režimu umožňuje snadnější falšování výsledků.

## Smrt a pohřeb

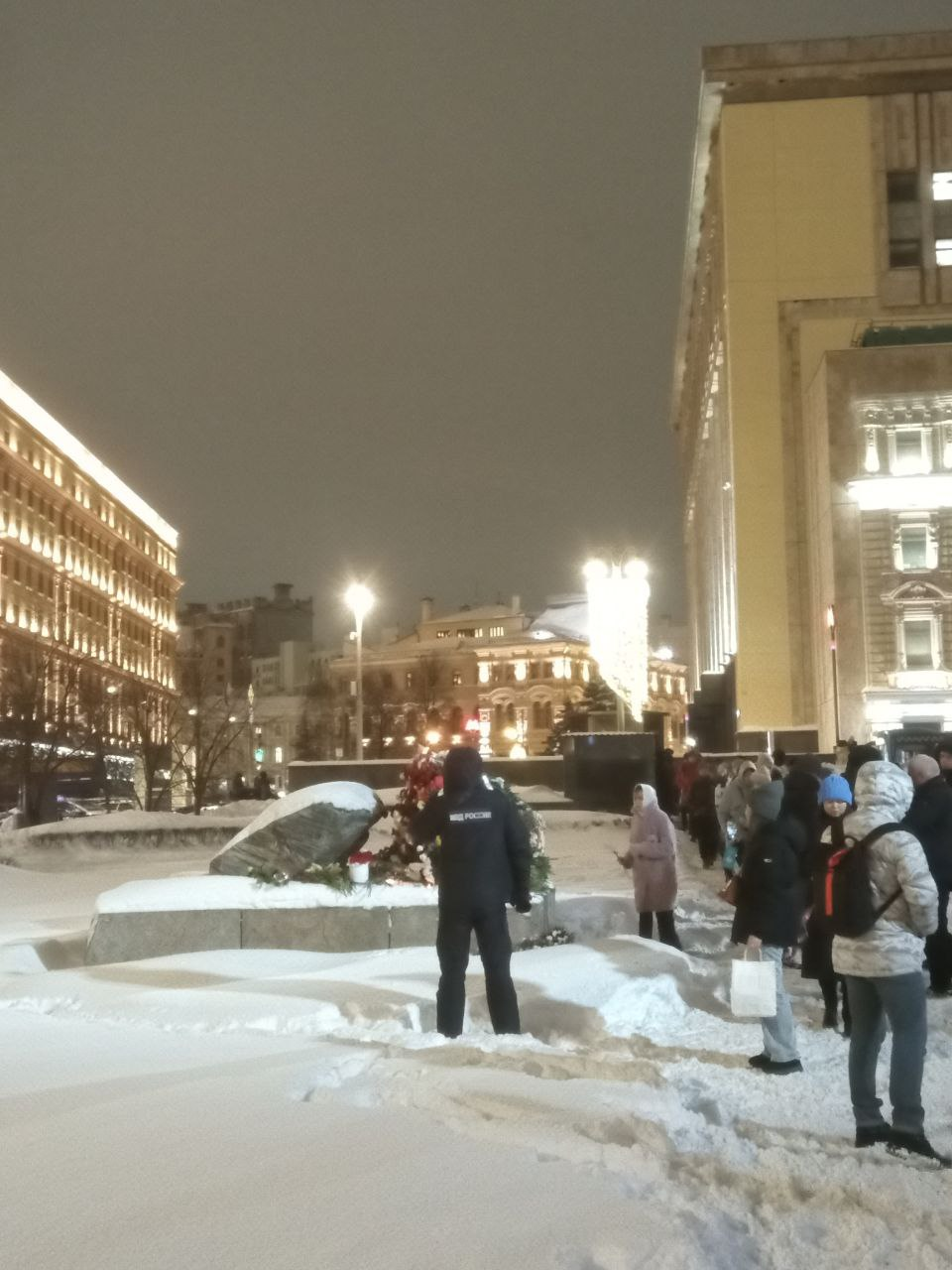
Občanské uctění památky Navalného u Solověckého kamene v Moskvě v den ohlášení jeho úmrtí ruskými úřady

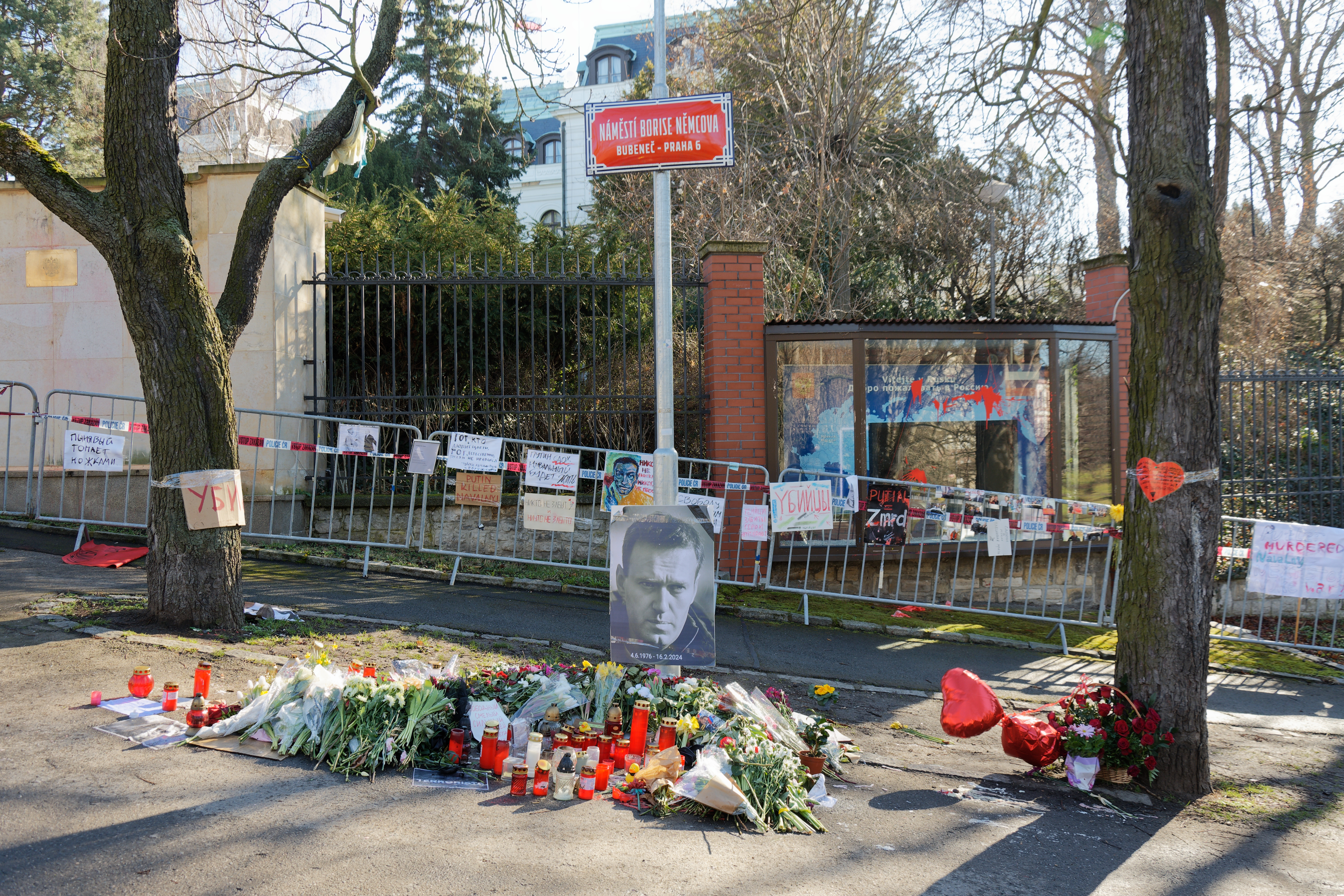
Pietní místo na náměstí Borise Němcova u ruské ambasády v Praze

Dne 16. února 2024 oznámila ruská vězeňská služba, že Alexej Navalnyj ve vězení zemřel. Také v době úmrtí byl na samotce. Úmrtí mělo nastat po procházce. O dva dny dříve ho navštívil jeho právník, dva dny předtím jeho matka, ti však nevnímali žádné zhoršení jeho zdravotního stavu. Jeho manželka Julija Navalná je přesvědčena, že byl otráven novičokem a úřady proto čekaly, až z těla vyprchají stopy této nervově paralytické látky. Petici za vydání těla rodině v Rusku podepsaly desetisíce lidí.
Julija Navalná po smrti svého muže označila za jeho vraha ruského prezidenta Vladimira Putina. Rusy vyzvala k pokračování v boji za svobodné a mírumilovné Rusko. Sama se rozhodla pokračovat v manželově práci. Oběť, kterou přinesl, podle ní nesmí přijít nazmar. „Nevzdávejme se. Já se nebojím a vyzývám vás k tomu, abyste se také nebáli,“ uvedla Navalná.
Dne 22. února 2024 úřady ukázaly matce Navalného Ljudmile tělo jejího syna, odmítly jí ho však vydat, když jako podmínku jeho vydání žádaly souhlas s jeho tajným pohřbem bez obřadu. Úřady tělo matce vydaly až 24. února.
Pohřeb Navalného se uskutečnil 1. března v Moskvě, v chrámu Matky Boží v Marjině a na Borisovském hřbitově. Byl provázen řadou bezpečnostních omezení, přesto pohřbu přihlíželo několik tisíc lidí. Na pohřbu zazněla i skladba My Way Franka Sinatry. Událost se zároveň částečně přeměnila v protirežimní a protiválečný protest, lidé skandovali např. Putin je vrah, Rusko bez Putina nebo Ne válce.
V říjnu 2024 byly zveřejněny Navalného paměti.

## Názory a postoje
Navalného postoje byly v minulosti výrazně[zdroj?] nacionalistické. V roce 2006 spoluzaložil nacionalistické hnutí NAROD a ve svých klipech pro toto hnutí se vyslovil například pro nucenou repatriaci ilegálních přistěhovalců z Ruska a v reakci na sérii teroristických útoků v Rusku, které provedli čečenští islamisté, doporučil legalizaci zbraní v Rusku a následné „zastřelení čečenských banditů“. Opakovaně se zúčastnil nacionalistického „Ruského pochodu“, přičemž právě v reakci na zapojení do příprav pochodu v roce 2007 byl vyloučen ze strany Jabloko. Navalnyj dlouhodobě odmítal masové přistěhovalectví ekonomických migrantů z chudých středoasijských republik do Ruska, v souvislosti s čímž podporoval zavedení vízového režimu s těmito zeměmi a ukončení jejich dotování ruským státem. Rusko pod vládou Putina provádělo politiku otevřených dveří pro migranty z postovětských států Střední Asie a Kavkazu, aby tak byl posílen vliv Ruska na vlády v postsovětských republikách.
Během rusko-gruzínské války v roce 2008, která začala invazí Gruzie do proruské separatistické republiky Jižní Osetie, podpořil ruskou intervenci i následné posílení faktické nezávislosti Abcházie a Jižní Osetie a vyslovil se za vyhoštění občanů Gruzie z Ruska. Později se za svá slova o rusko-gruzínské válce omluvil. V reakci na anexi Krymu z roku 2014 řekl, že ačkoli se jedná o porušení mezinárodního práva, tak realita je taková, že Krym je nyní součástí Ruské federace a jeho navrácení Ukrajině proti vůli obyvatel Krymu je vyloučeno. Podle Navalného by se na Krymu mělo konat nové referendum, ve kterém by se obyvatelé Krymu mohli sami rozhodnout o své budoucnosti. Vyjádřil také názor, že anexe Krymu v konečném důsledku poškodila zájmy ruského lidu, protože Rusko by se mělo především zaměřovat na řešení svých domácích problémů. Navalnyj odmítl Putinovu zahraniční politiku, která podle něj vedla k protiruským náladám v Bělorusku a k nenávisti vůči Rusku na Ukrajině.
V roce 2016 kritizoval ruskou intervenci v občanské válce v Sýrii a prohlásil, že v Rusku existují vnitřní problémy, které je třeba řešit, spíše než se zapojovat do válek v cizině.
Kvůli svým nacionalistickým názorům budil Navalnyj kontroverze a nesouhlas také u liberální části ruské opozice, která jej původně intenzivně podporovala.
Později začal projevovat liberálnější názory. Šéf Navalného volební kampaně Leonid Volkov v roce 2017 prohlásil, že Navalného tým podporuje legalizaci manželství osob stejného pohlaví. Po smrti George Floyda při policejním zásahu ve Spojených státech Navalnyj podpořil protesty hnutí Black Lives Matter. V červenci 2020 vyjádřil podporu masovým protestům v Chabarovsku na ruském Dálném východě, které vypukly po zatčení místního populárního gubernátora Sergeje Furgala.
Ihned po jejím začátku 24. února 2022 odsoudil ruskou invazi na Ukrajinu a uvedl, že povede k velkému počtu obětí, má jen odvádět pozornost od problémů v Rusku a je za ni plně odpovědný Vladimir Putin. Dne 2. března 2022 pak vyzval své stoupence ke každodenním pouličním protestům proti válce.
Dne 20. února 2023 obvinil Putina ze „zničení“ budoucnosti Ruska „jen proto, aby naše země vypadala větší na mapě“. Prohlásil, že Rusko musí ukončit okupaci Ukrajiny a uznat ukrajinské hranice tak, jak byly stanoveny v roce 1991 po rozpadu Sovětského svazu. Navalnyj také řekl, že Rusko bude muset Ukrajině zaplatit poválečné reparace, vyzval k mezinárodnímu vyšetření válečných zločinů spáchaných během války na Ukrajině a prohlásil, že ve válce „byly zavražděny desítky tisíc nevinných Ukrajinců a bolest a utrpení postihly miliony dalších.“

## Vyhlídka Alexeje Navalného v Praze

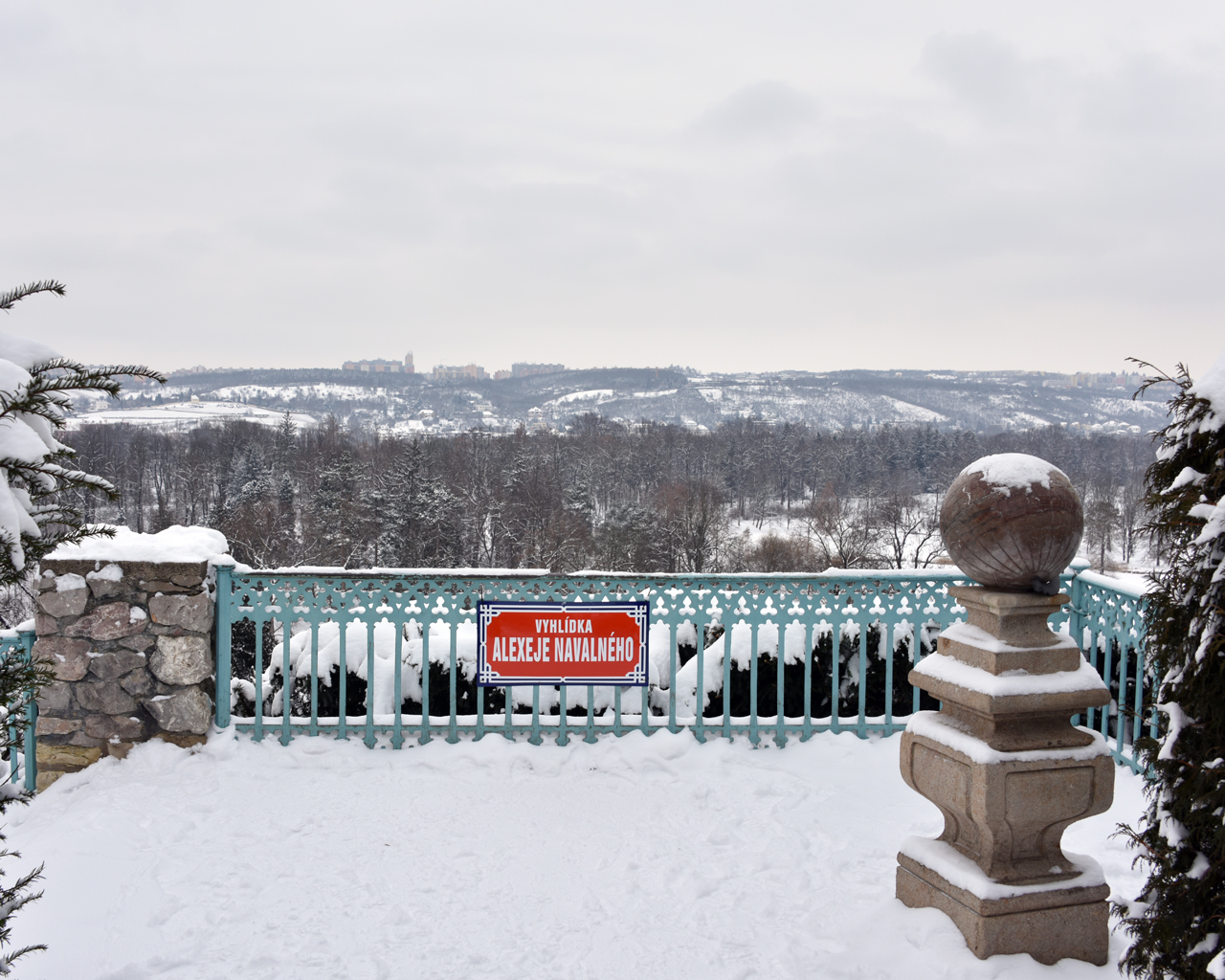
Vyhlídka Alexeje Navalného

V únoru 2021 vznikla v sousedství Místodržitelského letohrádku ve Stromovce a na dohled od velvyslanectví Ruské federace neoficiální Vyhlídka Alexeje Navalného. V její blízkosti se nachází promenáda Anny Politkovské a náměstí Borise Němcova.